# François-Alexandre Duquesney
Pour les articles homonymes, voir Duquesnay.
François-Alexandre Duquesney est un architecte français né le 24 mars 1790 à Paris où il est décédé célibataire le 17 décembre 1849,,,,,,,.

## Biographie
Il est diplômé de l'École des beaux-arts où il a été l'élève de Charles Percier et Perdereau. Il est élève de cette école entre le 1er juillet 1809 et le 18 mai 1816.
Il est inspecteur des restaurations de la Sorbonne en 1825. 
Il expose au salon des artistes français en 1827 et 1833.  
Il est architecte du gouvernement désigné pour l'Ecole des mines de Paris de 1838 à 1849 et pour la gare de l'Est de 1847 à 1849. 
Il est membre fondateur de la Société centrale des architectes en 1840.
Ses obsèques ont lieu à l'église Saint-Laurent et il est enterré au cimetière de Montmartre,,,

## DistinctionChevalier de la Légion d'honneur
Il est décoré de la légion d'honneur par arrêté du 1er septembre 1849 et reçoit cette médaille à l'occasion de l'inauguration du chemin de fer de Paris à Epernay

## Réalisations
- 1827 : plan, coupes et élévation d'un palais de Justice projeté pour la ville de Lille (exposés au Salon des artistes français à Paris)[18],[19]
- 1829 : projet de colonnades et de fontaines à élever sur la place Louis XVI (actuelle place de la Concorde, Paris)[20]
- 1833 : projet de décoration de la place de la Concorde, régularisée au moyen de la construction d'une terrasse, côté des Champs-Elysées, parallèle à celle du jardin des Tuileries, dessins (exposé au Salon des artistes français à Paris)[21],[22]
- 1833 : construction du café-restaurant-bal des Mille-Colonnes rue de la Gaîté[23].
- 1838-1849 : agrandissements de l'hôtel de Vendôme pour l'École nationale supérieure des mines de Paris, située alors rue d'Enfer (aujourd'hui boulevard Saint-Michel) [24],[25],[26],[27],[28],[29],[30],[31]
- 1839 : participe à la transformation de l'hôtel de Molé par le ministère des Travaux Publics[32]
- 1840 : plans de baraquements pour des travaux de fortification de la ville de Paris[33]
- 1841 : projets d'aménagement de l'Ecole royale de dessin, rue Racine (Paris) avec Alexandre-Jean-Baptiste-Guy de Gisors[34]
- 1847-1849 : construction de la Gare de l'Est, Paris[35],[36],[37],[38],[39],[40],[41],[42],[43],[44],[45]

## Elèves de son atelier
Parmi les élèves de son atelier à l'Ecole des Beaux-Arts sont identifiés : 
- Gros (Claude Magdeleine Jean Marie Fleury) (1800-1839), à l'atelier le 29 novembre 1826[46]
- Nicole (Gustave) (1821-avant 1906), à l'atelier le 13 octobre 1842[47]
- Lefebvre (Jules, Emile) (1825- mort avant 1906), admis le 26 novembre 1847[48]